# Karl Stöhr
Karl Stöhr, uváděn též jako Carl Stöhr (22. února 1833 Teplice – 25. prosince 1896 Teplice )), byl rakouský a český politik německé národnosti, v 2. polovině 19. století poslanec Českého zemského sněmu a Říšské rady, dlouholetý starosta Teplic.

## Biografie
Profesí byl poštmistrem, městským radním a starostou Teplic. – 25. prosince 1896 Po 32 let zastával post náměstka starosty nebo starosty Teplic (starostou byl v období let 1864–1871 a 1882–1896). Z funkce starosty odstoupil roku 1896, oficiálně ze zdravotních důvodů (o několik měsíců dříve skončil také na postu okresního starosty). Ve skutečnosti podlehl rostoucí opozici od radikálně nacionálních německých politiků za svou údajnou vstřícnost vůči české menšině (u okresního hejtmanství podporoval konání sokolské slavnosti v Teplicích). Na pozici starosty Teplic ho pak nahradil Adolf Siegmund.
V 60. letech 19. století se zapojil i do zemské politiky. Ve volbách v lednu 1867 byl zvolen na Český zemský sněm za kurii venkovských obcí (obvod Teplice – Duchcov – Bílina). Mandát obhájil za týž obvod i v krátce poté vypsaných volbách v březnu 1867. Zvolen zde byl i v zemských volbách roku 1870, volbách roku 1872, volbách roku 1878, volbách roku 1883 a volbách roku 1889. Uvádí se jako německý liberál (takzvaná Ústavní strana, později Německá pokroková strana). Rezignace na mandát byla oznámena na schůzi sněmu v březnu 1892.